# 李·米勒
伊麗莎白·「李」·米勒·彭羅斯（Elizabeth "Lee" Miller, Lady Penrose; 1907年4月23日—1977年7月21日），是一位美國时尚模特、攝影師和攝影記者。她在1920年代曾在紐約市擔任時尚模特兒，隨後前往巴黎成為當地的時尚和藝術攝影師。在第二次世界大戰期間，米勒擔任《Vogue》雜誌的戰地記者，報導了倫敦大轟炸、巴黎解放以及布痕瓦尔德集中营和達豪集中營等事件。她的藝術成就主要歸功於她的兒子安東尼·彭羅斯，後者在重新發現其作品後，於當代持續推廣米勒的時尚和戰爭攝影作品。
她有時被認為是與瑪格麗特·布林克-懷特和多萝西·兰格齊名的20世紀頂尖女性攝影師之一。

## 生平

### 早年生活
米勒於1907年4月23日在紐約州波基普西出生。其家庭為新教家庭，她的父母是西奧多和佛羅倫斯·米勒（娘家姓麥克唐納）。她的父親是德國裔，母親則是蘇格蘭和愛爾蘭裔。她有一個名叫埃里克的弟弟，還有一個名為強尼·米勒的哥哥，強尼是一名飛行員。西奧多一直偏愛李，並經常將她作為自己業餘攝影的模特。七歲時，李曾在布魯克林與一位家人朋友住在一起時遭到強姦，並感染了淋病。
在童年時期，米勒在正規教育中遇到問題，她在普基普西地區生活時幾乎被每一所學校開除。1925年，18歲的米勒搬到巴黎，在拉迪斯拉斯·梅德耶斯的舞台技術學校學習燈光、服裝和設計。她於1926年返回紐約，並加入瓦萨学院由霍莉·弗拉納根教授的實驗戲劇課程，不久之後，19歲的米勒離家去紐約市的紐約藝術學生聯盟報名學習素描和繪畫。

### 模特
米勒的父親在她很小的時候就向她和她的兄弟介紹了攝影。其中，米勒經常擔任他的裸體模特兒，因而拍攝許多实体镜照片，並向她展示了藝術的各種技術等知識。19歲時，她在曼哈頓街頭險些遭到一輛疾駛的車波及時，被時尚雜誌《Vogue》的出版商康德·納仕協助。納仕隨後介紹她到旗下的《時尚》雜誌擔任模特，並自1927年3月15日，米勒以戴著藍色帽子和珍珠項鍊，首次以模特身份於《Vogue》雜誌由喬治·勒帕普（George Lepape）作畫的插圖封面上亮相。米勒的外貌正是當時《Vogue》時任主編艾德娜·伍爾曼·蔡斯（Edna Woolman Chase）所尋找的，代表新興的「現代女孩」的理念。
接下來的兩年中，米勒迅即獲得成功，成為紐約最受追捧的模特之一，她被頂尖的時尚攝影師攝影，包括愛德華·史泰欽、阿諾德·根特、尼克拉斯·穆雷和喬治·霍伊寧恩-赫恩。然而在沒有得到米勒本人同意的情況下，Kotex使用了史泰欽為米勒拍攝的照片來宣傳她們的經期護墊，這事實上終結了米勒作為時尚模特的生涯，導致她遭到時尚界的放逐。
1929年，一位時尚設計師聘請米勒繪製文藝復興藝術中的時尚細節圖，但隨著時間的推移，她對這種工作感到厭倦，並發現攝影更具有效率。

### 攝影師
1929年，在史泰欽的建議下，米勒前往歐洲，並在訪問了佛罗伦萨和羅馬後前往巴黎，希望能向超現實主義藝術家和攝影師曼·雷學習。儘管一開始雷堅持不收學生，但米勒很快成為了他的門徒與助理（他曾對曼·雷說：「我是你的新學生」），也成為了他的情人和靈感源泉。在巴黎期間，她開設了自己的攝影工作室，從事時尚攝影及超現實主義藝術，她經常接手雷的時尚攝影工作，使得雷能夠專注於自己的創作上。他們在這段時期的合作非常緊密，以至於米勒拍攝的一些照片被歸功於雷的作品。她曾與雷重新發現照片的日光照射技術；其中米勒的描述涉及一隻老鼠在她腳上跑過，讓她在顯影過程中打開了燈而成功發現了該技術的成果。日光照射技術在隨後成為雷作品獨特的視覺標誌，包括雷約1930年在巴黎街頭拍攝的米勒的日光照射肖像，以及米勒在1930年拍攝，同為超現實主義者的梅雷特·奧本海姆的肖像，1933年拍攝米勒的朋友多蘿西·希爾的肖像，以及無聲電影明星莉蓮·哈維的肖像中可見。
日光照射符合超現實主義的原則，即無意識的意外事件是藝術的核心，並激發了風格對於非理性或矛盾的吸引力，結合了正面和負面的對比。馬克·霍沃斯·布斯描述日光照射為「一種完美的超現實主義媒介，在其中正面和負面同時發生，就像在夢中一樣」。
米勒在巴黎結交的朋友包括《法國版Vogue》雜誌的時尚編輯索蘭熱·達雅公爵夫人 、巴勃羅·畢卡索和其他超現實主義者保尔·艾吕雅和让·谷克多。科克多被米勒的美貌所迷住，以至於米勒在他的電影《詩人之血》（1930年）中出演劇中的雕像角色。在與雷關於他們共同製作的作品產權歸屬的爭議中，據說雷曾用剃鬚刀劃破了一幅米勒的脖子圖像。
1932年，在離開雷和巴黎後，米勒返回紐約市。她與弟弟埃里克（曾為時尚攝影師托尼·馮·霍恩工作）合作，建立了一家肖像和商業攝影工作室（由克里斯蒂安·霍姆斯二世和克利夫·史密斯提供價值10,000美元的資金）。米勒在距離无线电城音乐厅一個街區的建築中租了兩間公寓，其中一間成為她的住所，另一間成為李·米勒工作室。當時，工作室的客戶包括BBDO、亨利·塞爾、伊麗莎白·雅頓、海倫娜·魯賓斯坦、薩克斯第五大道、I. Magnin等公司以及傑·索普。同年，米勒參加了紐約朱利安·利維畫廊的現代歐洲攝影展覽以及布鲁克林博物馆的國際攝影師展覽，與拉斯洛·莫霍利-納吉、塞西爾·比頓、瑪格麗特·布爾克-懷特、蒂娜·莫多蒂、查爾斯·希勒、曼·雷和爱德华·韦斯顿一同參展。對於這個展覽，凱瑟琳·格蘭特·斯特恩在1932年3月的《帕納索斯》雜誌中撰寫了一篇評論，指出米勒「在巴黎環境中保留了更多她的美國性格。照亮了事實，而不是扭曲了事實。」
1933年，利維為米勒舉辦了她一生中唯一一次個人展覽。她的肖像客戶包括超現實主義藝術家約瑟夫·康奈爾、女演員莉蓮·哈維和格特鲁德·劳伦斯，以及维吉尔·汤姆森與格特鲁德·斯泰因歌劇《三幕四聖人》 (1934年) 的非裔美國人演員們。
1934年，米勒放棄她的工作室，與埃及商人和工程師阿齊茲·埃盧伊·貝伊結婚。阿齊茲曾來到紐約市為埃及國家鐵路採購設備。儘管在此期間她沒有作為專業攝影師工作，但她與埃洛伊一起在埃及生活期間拍攝的照片，包括《空間肖像》，被認為是她一些最引人注目的超現實主義圖像。在開羅，米勒拍攝了多個錫瓦地區的沙漠照片，雷內·馬格利特看到了這張照片，並將其用作1938年作品《吻》的靈感來源。米勒還在1934年為倫敦畫廊的展覽「超現實主義物品和詩歌展」中提供了一件物件。
到了1937年，米勒對她在開羅的生活感到厭倦。她返回巴黎後，與英國超現實主義畫家和策展人羅蘭·潘羅斯結識。隨後，她的四張攝影集：《埃及》（1939）、《羅馬尼亞》（1938）、《利比亞》（1939）和《西奈》（1939），在1940年的展覽「今日的超現實主義」於兹文默畫廊展出。現代藝術博物館（MoMA）在1941年紐約市的展覽《英國在戰爭》中，也展示了米蘭的作品。直到1955年，她的攝影集才被納入，由MoMA攝影部門主任愛德華·斯泰肯策劃的著名展覽《人類的家族》。

### 第二次世界大戰

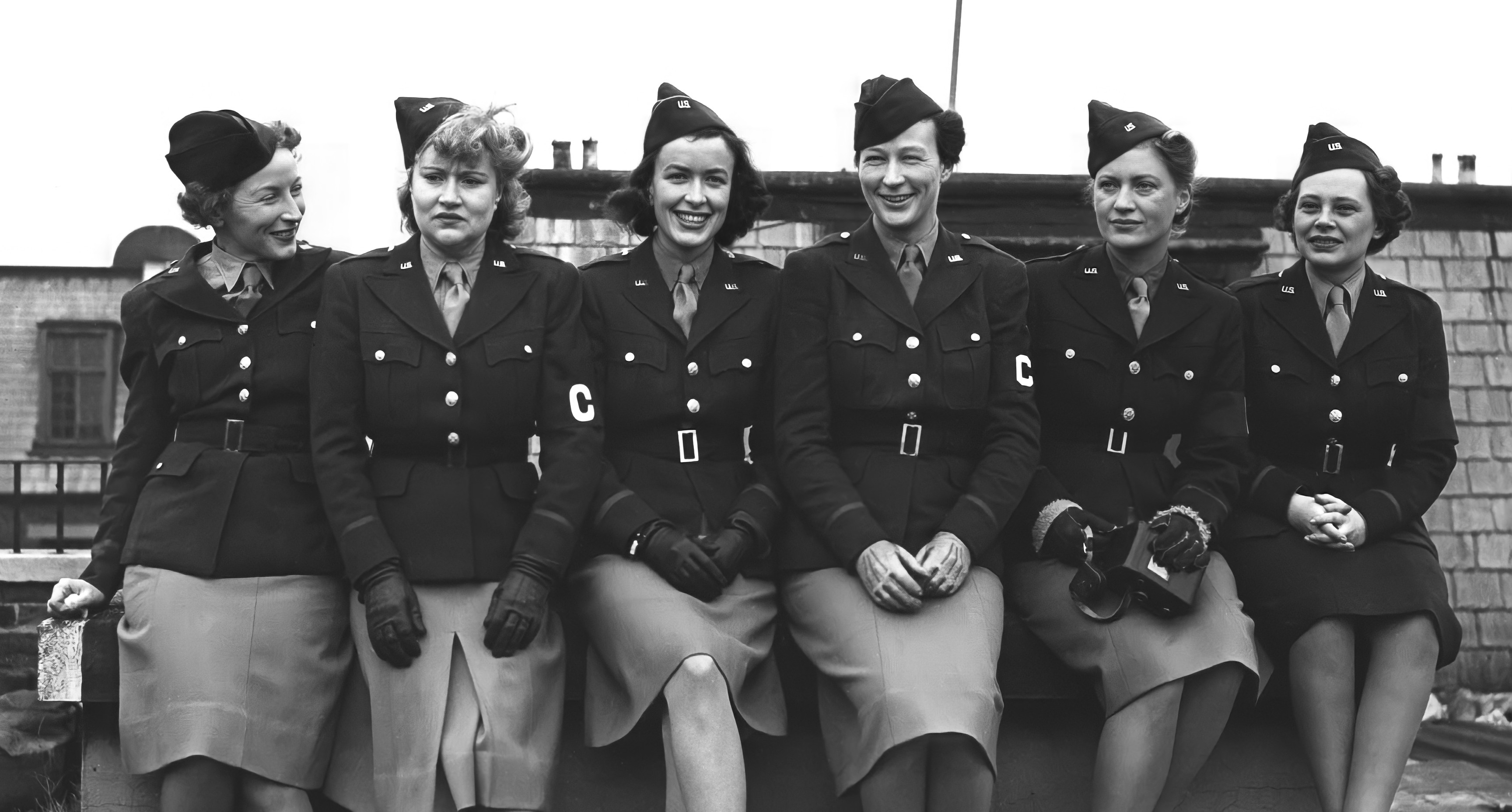
1943年，米勒與其他女性戰地記者一起報導第二次世界大戰期間歐洲戰區的美國陸軍；從左到右依次是：瑪麗·威爾士、迪克西·泰格、凱瑟琳·哈里曼、海倫·科克帕特里克、李·米勒和塔尼亞·朗。

第二次世界大戰爆發時，米勒與潘羅斯住在倫敦漢普斯特德的唐郡山區。當倫敦開始遭受轟炸時，她無視朋友和家人要求她回到美國的懇求，開始了她作為攝影記者的生涯，成為《英國版Vogue》的官方戰爭攝影師以記錄倫敦大轟炸的概況。自1942年12月起，她被美國陸軍認證為康泰纳仕出版公司的戰地記者。在此期間，米勒的目標是「將戰爭記錄為歷史證據」。其作品效果是為事件提供「背景」。並呈現具體且隱喻超現實主義色彩的攝影手法，與她此前在《Vogue》擔任模特的工作時期相似。
米勒為英國《Vogue》撰寫的第一篇文章是關於牛津軍事基地的護士。並前往歐洲各地拍攝了各個護士與身處於戰爭中的女性肖像。並與同樣來自美國的攝影師、生活雜誌特派記者大衛·E·舍曼在許多任務上進行合作。她在诺曼底登陆後不到一個月就前往法國，記錄了聖馬洛圍攻戰中人類首次使用凝固汽油弹的情況，以及巴黎解放、阿爾薩斯戰役和解放後的納粹集中營布痕瓦尔德集中营和達豪集中營的恐怖景象。
在戰爭進入尾聲時，舍曼和米勒曾來到位於慕尼黑的希特勒慕尼黑公寓拍攝紀錄照。其中，舍曼拍攝了米勒在公寓中浴缸的照片，照片中米勒身後的位置掛著一根淋浴軟管，她稍早於達豪集中營沾上的灰塵，則故意弄髒了希特勒的浴室。「在希特勒的浴缸裡」隨後成為米勒與舍曼合作中最具象徵意義的影像之一。巧合的是，該照片攝於1945年4月30日，也就是與希特勒自殺為同一天，作為最早到達希特勒公寓的人之一，米勒事後曾承認說道：「多年來我口袋裡一直有她的地址。」拍完浴缸照片後，米勒在浴缸裡洗了澡，並在希特勒的床上睡了一覺。
戰爭結束後，米勒仍持續擔任攝影記者，她積極與英國《Vogue》的編輯爱德华·默罗發送電報，力促刊登她發布在集中營拍攝的照片。這一舉動延續了愛德華·R·墨羅於哥倫比亞廣播公司所做的布亨瓦德集中營廣播報導，以及理查德·丁布爾比在贝尔根-贝尔森集中营所進行的BBC廣播報導。當時的社會輿論仍對這些暴行的存在依然存在懷疑。而米勒則希望能夠將他們拍攝的鏡頭所見呈現給公眾。她曾前往維也納拍攝一家醫院中垂死的兒童、戰後匈牙利農民的生活、納粹軍官及其家屬的屍體，以及巴尔多希·拉斯洛的處決等事件。

### 戰後
返回英國後，由於性虐待史和戰爭的影響，米勒陷入了嚴重的臨床抑鬱和後來被確診為創傷後壓力症（PTSD）的病症中。她開始濫用酒精，對自己的未來感到迷茫。
1946年11月，英國《Vogue》委託她為康斯坦丁·庫蘭撰寫的文章《詹姆斯·乔伊斯在都柏林的生活》提供插圖。根據庫蘭提供的名單，米勒在都柏林拍攝了許多地方和人物，其中許多與喬伊斯有關。這篇文章和照片於1947年5月在美國《Vogue》雜誌上刊登，並在1950年在英國《Vogue》雜誌上刊登。並提供了喬伊斯故鄉和當時都柏林的珍貴紀錄。同年，她與潘羅斯一同前往美國，拜訪了雷。在發現自己懷了潘羅斯的孩子之後，她與貝伊離婚，並於1947年5月3日與潘羅斯結婚。他們的兒子安東尼·彭羅斯於1947年9月出生。
1949年，彭羅斯夫婦在東薩塞克斯郡奇德利購買法利斯農莊。在1950至60年代，該農莊成為知名藝術家如畢卡索、曼·雷、亨利·摩爾、艾琳·阿加爾、让·杜布菲、多蘿西婭·坦寧和马克斯·恩斯特等人訪問的地點。米勒偶爾為《Vogue》拍攝照片，但她在這之後很快放棄了在暗房的工作，轉而在廚房發揮她的烹飪天賦。據她的管家帕齊所述，米勒精於烹製「歷史美食」，如烤乳豬和棉花糖可樂醬（特別是針對英國評論家西里爾·康諾利而製作的，康諾利曾告訴她美國人不懂得烹飪）。她還為丈夫撰寫的畢卡索和安東尼·塔皮埃斯的傳記提供影像資料。然而在二戰期間拍攝的實地影像，尤其是在集中營的照片持續困擾著她，她後來陷入被兒子描述的「下行螺旋」階段。其抑鬱的惡化可能因為丈夫與空中飛人黛安·德里亞（Diane Deriaz）的長期戀情而加劇了影響。
1940和50年代，米勒曾受到英國安全部門軍情五處的調查，懷疑她是蘇聯間諜。
1969年10月，米勒在接受《紐約時報》記者採訪時被問到是什麼吸引她投身攝影。她的回答是「就像站在該死的樹枝上，然後在你身後鋸斷它。」。

### 逝世
米勒於1977年在法利斯農莊逝世，享壽70歲。經火化後，骨灰散布在法利農莊的香草園中。

## 影響
米勒的作品曾激發了芙莉妲·吉安尼、安·迪穆拉米斯特和亞歷山大·麥昆的靈感來源。劇作家大衛·海爾評論說：「今天，當成功的標誌性人物崇拜財富、或更卑微地崇拜權力和名聲時，很難想像像李這樣細緻而有人性的藝術家能掌控大眾市場雜誌的資源。」 《李·米勒的藝術》策展人馬克·霍沃斯-布斯表示：「她的照片讓人感到不安」，並指出「她心中有一塊冰塊……距離事物非常近……瑪格麗特·布林克-懷特的攝影遠離戰鬥，但米勒卻更接近。這就是不同之處——米勒的作品準備讓人震驚。」
1932年，米勒在《波基普西晚星報》上表示攝影「非常適合女性作為職業……在我看來，女性在攝影方面的成功機會比男性更大……女性比男性反應更快，更能適應。並且我認為她們有一種直覺，可以比男性更快地理解個性。」
在其一生中，米勒很少去推廣她的攝影作品。如今，米勒作品的保存主要是由於她的兒子安東尼的努力，自1980年代初開始她一直在研究、保存和推廣她母親的作品。母親去世後，她在法利斯農莊的閣樓上發現了大約六萬張照片、負片、文件、日記、相機、情書和紀念品。她隨後利用了法利斯之家作為提供米勒和潘羅斯作品的展覽地點。當前這所房子是米勒和潘羅斯私人收藏的主要典藏地點，並展示他們的作品和部分收藏藝術品。

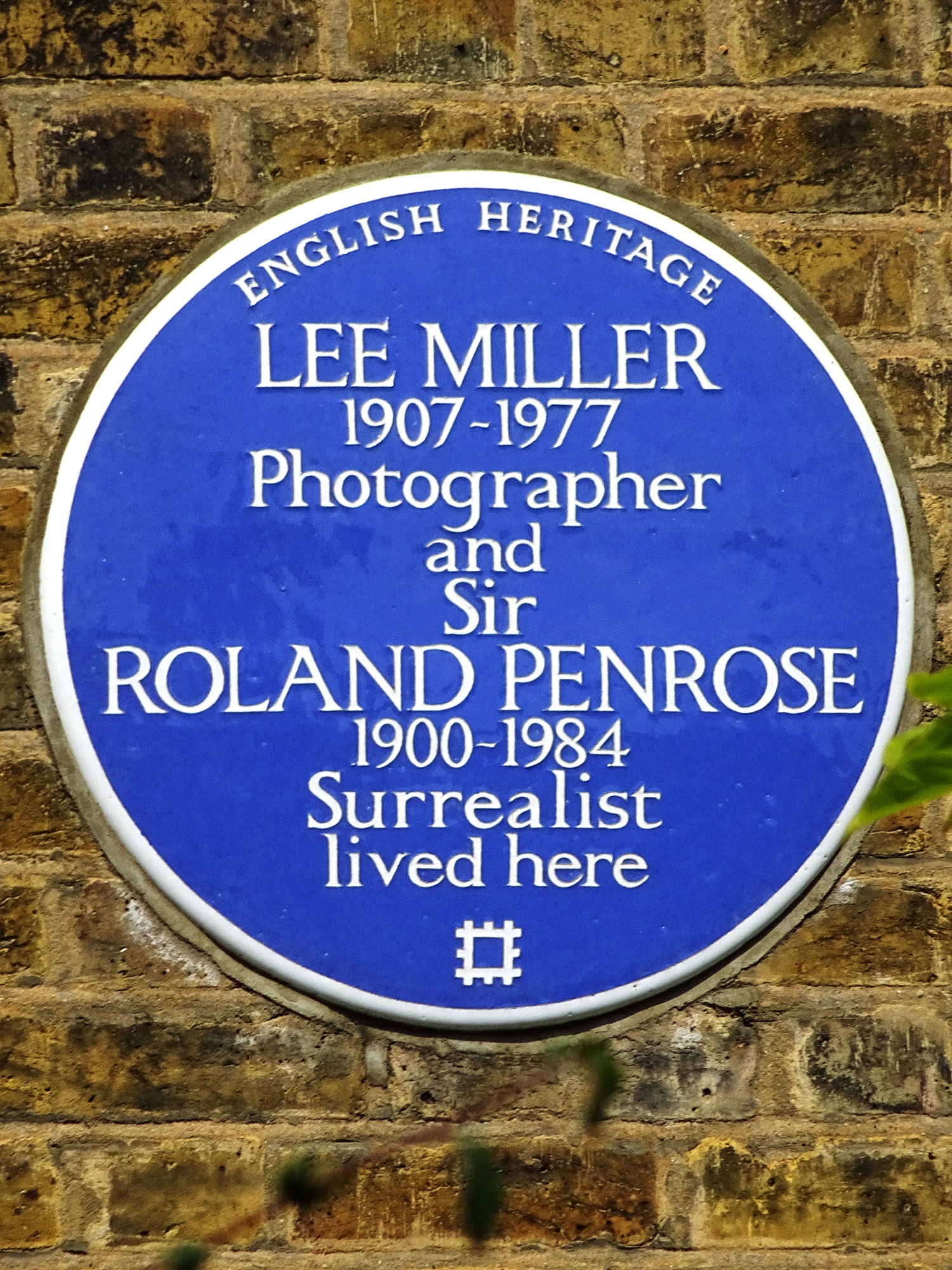
藍色牌匾附在米勒和潘羅斯位於倫敦漢普斯特德唐郡山21號的住宅上。

1985年，潘羅斯出版了米勒的第一本傳記，題為《李·米勒的生活》。此後，許多書籍，主要是配合她的攝影作品展覽，由藝術史學家和作家，如簡·利文斯頓、理查德·卡爾弗克雷西和霍沃斯-布斯等人編寫。1992年，潘羅斯和大衛·舍曼合作出版了《李·米勒的戰爭：1944-45年在歐洲與盟軍一起的攝影師和記者》一書。1995年的紀錄片《李·米勒：透過鏡子》由舍曼和作家兼導演西爾萬·魯梅特製作，並以潘羅斯的採訪為核心。2002年出版了有聲書《超現實主義評論》，其中可以聽到米勒在1946年的電台採訪。2005年，米勒的生平故事被改編成音樂劇《李·米勒的六幅畫》，由英國作曲家傑森·卡爾創作的音樂和歌詞。該劇在西薩塞克斯郡的奇切斯特藝術節劇院首演。同年，卡羅琳·伯克的重大傳記《李·米勒：一生》出版。2007年，互動式光盤和數字影碟《李·米勒的痕跡：來自聖馬洛的回聲》發行，介紹米勒在聖馬洛的戰爭攝影回顧，並得到手製作坊和萨塞克斯大学的支持。
2015年，米勒的照片展覽在蘇格蘭國立肖像美術館舉行，題為《李·米勒與畢加索》，重點關注在李·米勒、羅蘭·潘羅斯和巴勃羅·畢加索之間的關係。同年，歷史小說《照片中的女人》由達娜·金瑟出版，圍繞米勒在約1930年巴黎與曼·雷的戀情展開故事。2019年，惠特尼·沙雷的歷史小說《光之時代》出版。它講述了米勒的生活、工作和與曼·雷的關係。
潘羅斯1985年的傳記成為了由艾倫·庫羅絲執導的2023年電影《李（2023年電影）》的原型基礎，該電影由凱特·溫絲蕾飾演李·米勒。

### 書籍
- Allmer, Patricia. . Manchester University Press. 2016. ISBN 978-0-7190-8547-5.
- Conley, Katharine. . University of Nebraska Press. 2013. ISBN 978-0-8032-2659-3.
- Bouhassane, Ami. . Eiderdown Books. 2019. ISBN 978-1-916041-64-6.
- Miller, Lee; Moser, Walter; Schröder, Klaus Albrecht; Heinreich, Anna; Artaker, Anna. . Ostfildern, Germany: Hatje Cantz. 2015. ISBN 978-3-7757-3955-9.
- Miller, Lee; Penrose, Roland; Dean Gallery (Edinburgh, Scotland); Scottish National Gallery of Modern Art. . Edinburgh: Scottish National Gallery of Modern Art. 2001. ISBN 1-903278-20-1.
- Muir, Robin; Butchart, Amber; Bouhassane, Ami. . Lee Miller Archives Publishing. 2021. ISBN 978-0-9532389-8-9.
- Penrose, Antony; Slusher, Katherine. . Barcelona: Picasso Museum. Ajuntament de Barcelona, Institut de Cultura. 2007. ISBN 978-8498500196. OCLC 185042696.
- Roberts, Hilary; Penrose, Antony. . Thames & Hudson Ltd. 2015. ISBN 978-0-500-51818-2. OCLC 917375899.
- Rosenblum, Naomi.  3. New York: Abbeville. 2014. OCLC 946544670.
- Slusher, Katherine. . Munich-New York-London: Prestel. 2007. ISBN 978-3791337623.

## 外部連結
- 李·米勒檔案館官方網站 （页面存档备份，存于）
- Lee Miller: Artist Chronology Museum of Modern Art
- Farleys House and Gallery official site （页面存档备份，存于）
- Six Pictures of Lee Miller （页面存档备份，存于） by Jason Carr, about the musical
- Cosslett, Rhiannon Lucy. . The Guardian. 5 September 2022. – article discussing the relationship between Miller and Picasso